# 餃子像

餃子像（JR宇都宮駅西口）

餃子像（ぎょうざぞう）は、栃木県宇都宮市川向町の宇都宮駅西口に設置されている石像である。

## 概要
ビーナスが餃子の皮に包まれた「餃子のビーナス」を彫った像で、宇都宮市の特産の大谷石を使った、高さ1.6メートル、重さ1.7トンの削りだしの石像である。現代彫刻家の西松鉱二がデザインを担当し、大谷石材協同組合が提供した大谷石を使って宇都宮市商業観光課の担当職員の友人が無償で彫刻した。

## 由来
1994年、テレビ東京系列のバラエティ番組『おまかせ!山田商会』の町おこし企画で、宇都宮市とのタイアップとして作られた。

## 移転と破損

東口にあったころの餃子像

当初は宇都宮駅東口の歩行者広場に設置されていた。2008年10月6日には東口再開発事業に伴い、西口へ移動しようとクレーンで釣り上げたところワイヤーが外れ、その衝撃で像の脚が折れて台座から落下したうえ、地面への激突時に像の胴体も上下まっぷたつに割れた。同年10月27日にはパテで接着され、10月30日に西口ペデストリアンデッキへ移転して宇都宮餃子会主催の設置セレモニーが開かれ、『おまかせ!山田商会』の司会の山田邦子も来訪した。
西口の設置場所はデッキの下で場所が分かりにくいため、宇都宮市では2階のデッキ上への再移転を計画。移転作業は2014年10月8日22時に開始され、クレーンでつり上げて保護する木枠を軋ませ、材木の一部を破損させつつもトラックへ積まれた後、10月25日0時より再設置作業を継続した。再移転に際して慎重を期したものの、像の向きを逆に設置するミスを犯してしまった。その後すぐに気付いて修復した。